# Paramys
Paramys és un gènere de rosegador extint de la família dels isquiròmids que visqué des del Paleocè superior o l'Eocè inferior fins a l'Eocè superior. Se n'han trobat restes fòssils a Bèlgica, el Canadà, els Estats Units, França, el Kazakhstan i el Regne Unit.